# Azienda per il supporto e l'ammodernamento degli elicotteri iraniani
L'Azienda per il supporto e l'ammodernamento degli elicotteri iraniani (in persiano پشتیبانی و نوسازی هلیکوپترهای ایران‎, acronimo پنها, PANHA, in inglese Iran Helicopter Support and Renewal Company, acronimo IHSRC) è un'azienda aeronautica iraniana nata per assicurare la manutenzione ai velivoli in dotazione alle forze armate e paramilitari iraniane, molti dei quali di costruzione statunitense.
La nascita della PANHA si rese necessaria dopo la rivoluzione iraniana del 1979, che ha visto rescindere i rapporti con le case fornitrici, ed è iniziata con il reperimento sul mercato parallelo dei pezzi di ricambio per i velivoli. Successivamente si è assistito a uno sviluppo di velivoli autoctoni, prevalentemente derivati da quelli già operativi, ma con l'integrazione di tecnologie di altri paesi.